# Wilsonville (Illinois)
Wilsonville – wieś w Stanach Zjednoczonych, w stanie Illinois, w hrabstwie Macoupin.